# 劉興甲
刘兴甲（?—?），奉天省人，清朝及中华民国政治人物。

## 生平
刘兴甲早年留学日本法政大学。回国后，他任奉天谘议局议员，曾参加国会请愿运动，在第一次请愿中还被推举为“谘议局请愿联合会”干事。辛亥革命爆发后，他到上海，参加了1911年12月4日宋教仁、陳其美等主持召开的各省都督府代表联合会留沪代表会议，此次会议议决公電孫文歸囯主持大政，推舉黃興為假定大元帥，黎元洪為副元帥，由大元帥主持中華民國臨時政府。